# Gorniès
Gorniès är en kommun i departementet Hérault i regionen Occitanien i södra Frankrike. Kommunen ligger i kantonen Ganges som tillhör arrondissementet Lodève. År 2022 hade Gorniès 107 invånare.

## Befolkningsutveckling
Antalet invånare i kommunen Gorniès
Referens:INSEE